# 卡塞伦格
卡塞伦格是巴西帕拉伊巴州的一个市镇。总面积201.379平方公里，总人口7438人，人口密度36.9人/平方公里。